# Baštanka
Baštanka (ukrajinsky i rusky Баштанка) je město v Mykolajivské oblasti na Ukrajině. Leží severně od Mykolajivu, správního střediska celé oblasti, 34 km jižně od Nového Buhu a východně od Inhulu. Je administrativním centrem Baštanského rajónu. V roce 2011 žilo v Baštance přes 12 600 obyvatel, od té doby počet stále klesá.

## Historie
Baštanka byla založena v roce 1806. V letech 1809–1928 se nazývala Poltavka (Полтавка). Pak byla přejmenována na Baštanku, na památku Baštanské republiky, kterou proti bělogvardějcům ustavilo 50 zdejších partyzánů pod vedením Mykolaje Prjadka 24. srpna 1919. K povstání se tehdy připojily sousední obce Balacke, Christoforivka, Pisky, Sergyjivka a Dobre. Údaje o délce jejího trvání se liší, 21. listopadu 1919 byla oficiálně zrušena a 27. prosince 1919 boje skončily. 
V roce 1952 byl na řece Inhul uveden do provozu systém vodních elektráren.
V roce 1987 byla Baštanka prohlášena městem a připojeny k ní vesnice Ševčenko (Шевченко), Zelenyj Jar (Зелений Яр), Trudove (Трудове) a  Andrijivka (Андріївка).

## Ruská agrese 2022
V rámci ruské agrese na Ukrajinu v roce 2022 byla Baštanka opakovaně ostřelována: 2. března Rusové zničili leteckou základnu u Baštanky, 20. dubna rakety zasáhly zdejší nemocnici a 21. srpna 2022 radnici.